# Dmitri Malgin
Dmitri Igorewitsch Malgin (kasachisch Дмитрий Игоревич Мальгин; * 28. Juli 1987 in Ust-Kamenogorsk) ist ein kasachischer Eishockeytorwart, der seit 2022 beim usbekischen Humo Taschkent in der kasachischen Meisterschaft unter Vertrag steht.

## Karriere
Dmitri Malgin begann seine Karriere als Eishockeyspieler in seiner Heimatstadt in der Nachwuchsabteilung von Kaszink-Torpedo Ust-Kamenogorsk, für dessen Herren-Mannschaft er bereits als 16-Jähriger in der kasachischen Meisterschaft spielte und gleich in seiner Debüt-Saison den kasachischen Meistertitel errang. In den Folgejahren spielte er dem Klub vorwiegend in der Wysschaja Liga und der Perwaja Liga, der zweiten und der dritten russischen Spielklasse. Während der Spielzeit 2009/10 schloss er sich dem HK Ertis Pawlodar an, für den er wieder in der kasachischen Meisterschaft das Tor hütete. 2012 wurde er mit Ertis kasachischer Vizemeister und im Folgejahr Meister. In beiden Spielzeiten wurde er dabei zum besten Torhüter der Liga gewählt, 2012 hatte er mit 95,6 % auch die beste Fangquote der Liga. 2013 wechselte er zu Barys Astana, das ihn überwiegend bei Nomad Astana, der zweiten Mannschaft des Klubs, die in der kasachischen Meisterschaft antritt, einsetzte. Er kam in der Spielzeit 2013/14 jedoch auch zweimal im KHL-Team zum Einsatz. Die folgende Spielzeit begann er beim HK Arlan Kökschetau in der kasachischen Meisterschaft, kehrte jedoch bereits im November nach Astana zurück. Neben Spielen für Nomad spielte er erneut einmal für Barys in der KHL, zudem stand er einmal auf Leihbasis beim HK Saryarka Karaganda in der Wysschaja Hockey-Liga im Kasten. 2017 wurde er mit Nomad kasachischer Meister. In der Spielzeit 2017/18 kam er zu zwei weiteren KHL-Spielen für Barys, spielte aber ansonsten weiterhin für Nomad. Ab 2019 spielte er jeweils ein Jahr für den HK Almaty, den HK Almaty und den HK Beibarys Atyrau auch in der kasachischen Liga. 2022 wechselte er zu Humo Taschkent, das als usbekischer Klub ebenfalls in der kasachischen Liga antritt.

### International
Für Kasachstan nahm Malgin im Juniorenbereich an der U20-Weltmeisterschaft der Division I 2007 teil, bei der er jedoch nicht eingesetzt wurde. Bei der Winter-Universiade 2013 im italienischen Trentino kam er zu einem Einsatz in der kasachischen Studentenauswahl, die hinter Kanada die Silbermedaille errang.
Im Kader der Herren-Auswahl des Landes stand er erstmals bei der Weltmeisterschaft der Division I 2015, als er ebenfalls nicht zum Zuge kam. Bei der Weltmeisterschaft 2016 kam er dann in der Top-Division zu seinem ersten Einsatz, als er im abschließenden Spiel gegen Dänemark für die letzten beiden Drittel eingewechselt wurde. Auch bei der Olympiaqualifikation für die Winterspiele in Pyeongchang 2018 kam er zu einem Einsatz. Bei der Weltmeisterschaft 2018 gehörte er in der Division I erneut zum kasachischen Kader, kam aber wieder einmal nicht zum Einsatz.

## Erfolge und Auszeichnungen
- 2004 Kasachischer Meister mit Kaszink-Torpedo Ust-Kamenogorsk
- 2012 Bester Torhüter und beste Fangquote der kasachischen Meisterschaft
- 2013 Kasachischer Meister mit dem HK Ertis Pawlodar
- 2013 Bester Torhüter der Kasachischen Meisterschaft
- 2013 Silbermedaille bei der Winter-Universiade 2013
- 2015 Aufstieg in die Top-Division bei der Weltmeisterschaft der Division I, Gruppe A
- 2017 Kasachischer Meister mit Nomad Astana